# Rassemblement des patriotes républicains
Pour les articles homonymes, voir RPR.
Le Rassemblement des patriotes républicains (RPR) est un ancien parti politique sénégalais.

## Histoire
Le RPR a été fondé par Ben Yacine Diouf, professeur. Il s'est dissous au sein du Parti démocratique sénégalais (PDS).

## Orientation
C'était un parti libéral.

## Symboles
Ses couleurs sont le gris et le blanc. Le drapeau comporte la couleur grise horizontale sur la partie basse et blanche et, au milieu, deux mains se serrant et la carte de l'Afrique.

## Organisation
Son siège était à Dakar.